# 杉山茂 (貴族院議員)
杉山 茂（すぎやま しげる、1890年（明治23年）5月10日 - 1975年（昭和50年）3月29日）は、大正から昭和期の実業家、政治家。貴族院多額納税者議員。

## 経歴
神奈川県大住郡須馬村須賀（中郡須馬町、平塚町を経て現平塚市）で、醤油味噌醸造業・杉山善平の長男として生まれる。1910年（明治43年）明治学院を卒業した。
家業に従事し、1923年（大正12年）コンクリート製のもろみタンクを考案。1924年（大正13年）家督を相続し、米善醸造を県下一の醸造会社に成長させた。
1923年、須賀郵便局長に就任。1925年（大正14年）須馬町会議員に選出され平塚町との合併に尽力し、学務委員も務めた。合併実現後、同町会議員、平塚市会議員を務めた。議員退任後、神奈川県醤油工業理事、同県醤油統制会社社長、同県醤油工業協同組合理事長を務めた。その他、湘南鉄工所社長、駿河銀行監査役、相模鉄道監査役などを務めた。
1946年（昭和21年）補欠選挙で貴族院多額納税者議員に互選され同年9月20日から1947年（昭和22年）5月2日の貴族院廃止まで在任した。